# Monuments nationaux d'Ilijaš
Cet article recense les monuments nationaux situés sur le territoire de la municipalité d'Ilijaš en Bosnie-Herzégovine et dans la fédération de Bosnie-et-Herzégovine. La liste établie par la Commission pour la protection des monuments nationaux compte 7 monuments nationaux inscrits sur la liste principale et 2 monuments inscrits sur une liste provisoire.

## Monuments nationaux
| Monument                                   | Localité           | Géolocalisation | Datation  | Commentaire éventuel                             | Photo |
| ------------------------------------------ | ------------------ | --------------- | --------- | ------------------------------------------------ | ----- |
| Nécropole de Srednje                       | Srednje            |                 | Moyen Âge | Avec 15 stećci                                   |       |
| Nécropole de Donji Ivančići                | Donji Ivančići     |                 | Moyen Âge | Avec 13 stećci                                   |       |
| Nécropole de Kopošići                      | Kopošići           |                 | Moyen Âge | Avec des stećci                                  |       |
| Nécropole d'Ozren                          | Ozren              |                 | Moyen Âge | Avec des stećci et des nişans (stèles ottomanes) |       |
| Forteresse et Nécropole de Luka            | Luka               |                 | Moyen Âge | Site archéologique ; nécropole avec 79 stećci    |       |
| Nécropole de Mramorje (Donji Čevljanovići) | Donji Čevljanovići |                 | Moyen Âge | Avec 39 stećci                                   |       |
| Forteresse de Dubrovnik à Višnjica         | Višnjica           |                 | Moyen Âge | Site archéologique                               |       |

## Liste provisoire
| Monument                                    | Localité | Géolocalisation | Datation | Commentaire éventuel | Photo |
| ------------------------------------------- | -------- | --------------- | -------- | -------------------- | ----- |
| Église Saint-Pierre-et-Saint-Paul de Nišići | Nišići   |                 |          |                      |       |
| Église Saint-Élie d'Ilijaš                  | Ilijaš   |                 |          |                      |       |